# Elisabeth Dermot Walsh
Elisabeth Dermot-Walsh (Londra, 15 settembre 1974) è un'attrice inglese, che lavora principalmente nel teatro.

## Biografia
Nata a Londra, dall'attore irlandese Dermot Walsh e dalla sua terza moglie Elisabeth Knox, ha una sorella, Olivia, e due fratellastri: Sally e Michael, nati da precedenti matrimoni del padre.
Il suo debutto è avvenuto nel 1998 in Falling for a Dancer, film che ha segnato l'esordio dell'ormai famosissimo Colin Farrell, che nella pellicola interpretava l'innamorato della Dermot Walsh.
È apparsa poi in moltissime altre serie tv, tra le quali possiamo ricordare L'ispettore Barnaby. Ha avuto un ruolo da protagonista in La parola alla difesa, celebre episodio della serie di Hercule Poirot, ideata dalla scrittrice Agatha Christie.
Ha avuto un ruolo anche nella serie tv Doctors e in Holby City.

## Filmografia parziale

### Cinema
- Il segreto di Green Knowe, regia di Julian Fellowes (2009)

### Televisione
- Falling for a Dancer, regia di Richard Standeven - film TV (1998)
- Cleopatra - miniserie TV, 2 puntate (1999)
- Love in a Cold Climate - miniserie TV, 2 puntate (2001)
- Bertie and Elizabeth , regia di Giles Foster - film TV (2002)
- Murphy's Law - serie TV, 1 episodio (2003)
- My Hero - serie TV, 1 episodi  (2003)
- Poirot - serie TV, 1 episodio (2003)
- Love Soup - serie TV, 1 episodio (2005)
- The Commander , regia di David Caffrey - film TV (2007)
- L'ispettore Barnaby - serie TV, 1 episodio (2008)
- Holby City - serie TV, 1 episodio (2009)
- Doctors - serie TV, (2009 - incorso)

## Teatro
- Ring Round the Moon
- The Country Wife
- The Misanthrope
- The Life of Galileo
- Rebecca